# Književnost u 1882.
◄◄ | ◄ | 1879. | 1880. | 1881. | 1882.  | 1883. | 1884. | 1885. | ► | ►►
Arhitektura • Astronomija • Biologija • Film • Fotografija • Glazba • Kazalište • Kemija • Kiparstvo • Knjige • Književnost • Kršćanstvo • Meteorologija • Medicina • Planinarstvo • Politika • Pravo • Promet • Slikarstvo • Šport • Znanost • Željeznički promet
Književnost u 1882.

## Svijet

### Rođenja
- 25. siječnja – Virginia Woolf, engleska spisateljica († 1941.)
- 2. veljače – James Joyce, irski književnik († 1941.)
- 7. srpnja – Janka Kupala, bjeloruski književnik († 1942.)

### Smrti
- 27. travnja – Ralph Waldo Emerson, američki filozof, esejist i pjesnik († 1803.)

## Vanjske poveznice
|  | Zajednički poslužitelj ima još gradiva o temi Književnost u 1882. |